# Южный дивизион Американской футбольной конференции
Южный дивизион Американской футбольной конференции (сокращенно чаще всего именуется как Юг АФК) — один из четырёх дивизионов Американской футбольной конференции, которая в свою очередь является частью Национальной футбольной лиги. На данный момент в дивизион входят четыре команды — Хьюстон Тексанс, Индианаполис Колтс, Джексонвиль Джагуарс, Теннеси Тайтанс. Дивизион был образован в 2002 году.

## Победители дивизиона
| Сезон | Команда              | Победы-поражения |
| ----- | -------------------- | ---------------- |
| 2002  | Tennessee Titans     | 11–5             |
| 2003  | Indianapolis Colts   | 12–4             |
| 2004  | Indianapolis Colts   | 12–4             |
| 2005  | Indianapolis Colts   | 14–2             |
| 2006  | Indianapolis Colts   | 12–4             |
| 2007  | Indianapolis Colts   | 13–3             |
| 2008  | Tennessee Titans     | 13–3             |
| 2009  | Indianapolis Colts   | 14–2             |
| 2010  | Indianapolis Colts   | 10–6             |
| 2011  | Houston Texans       | 10–6             |
| 2012  | Houston Texans       | 12–4             |
| 2013  | Indianapolis Colts   | 11–5             |
| 2014  | Indianapolis Colts   | 11–5             |
| 2015  | Houston Texans       | 9–7              |
| 2016  | Houston Texans       | 9–7              |
| 2017  | Jacksonville Jaguars | 10–6             |
| 2018  | Houston Texans       | 11–5             |
| 2019  | Houston Texans       | 10–6             |
| 2020  | Tennessee Titans     | 11–5             |
| 2021  | Tennessee Titans     | 12–5             |

## Попадания в плей-офф
| Команда              | Побед в дивизионе | Попаданий в плей-офф |
| -------------------- | ----------------- | -------------------- |
| Indianapolis Colts   | 9                 | 14                   |
| Houston Texans       | 6                 | 6                    |
| Tennessee Titans     | 4                 | 8                    |
| Jacksonville Jaguars | 1                 | 3                    |